# Gotbert Moro
Gotbert Moro (* 18. Februar 1902 in Hermagor; † 23. November 1987 in Klagenfurt) war ein österreichischer Historiker.

## Leben
Gotbert Moro, Sohn des Hugo und der aus Ljubljana gebürtigen Marie Moro, jüngerer Bruder des Oswin Moro, widmete sich nach abgelegter Matura den Studien der Geschichte und Geographie an der Universität Graz, die er 1925 mit der Promotion zum Dr. phil. abschloss. Nach dem Erwerb des Lehrbefähigungszeugnisses im Jahre 1927 war er als Gymnasiallehrer in Klagenfurt tätig. 1938 hielt er eine an die „deutsche Jugend“ gerichtete Rede, die den Anschluss Österreichs an NS-Deutschland feierte. 1941 trat er eine Professorenstelle an der Klagenfurter Lehrerbildungsanstalt an, die er bis 1951 innehatte. Dazu fungierte Gotbert Moro von 1948 bis 1952 als provisorischer und in der Folge als definitiver Direktor des Kärntner Landesmuseums und Landesarchivs. 1957 wurde ihm eine Honorarprofessur für österreichische Geschichte, mit besonderer Berücksichtigung der Kärntner Landesgeschichte, an der Universität Graz übertragen. Überdies wirkte Moro zwischen 1939 und 1970 als Redakteur der Zeitschrift Carinthia.
Gotbert Moro wurde 1954 als korrespondierendes Mitglied in die Österreichische Akademie der Wissenschaften aufgenommen. 1979 wurde er in Anerkennung seiner Verdienste um die Kärntner Landesgeschichts- und Paracelsusforschung mit dem Paracelsusring der Stadt Villach ausgezeichnet. Er war ab 1958 Mitglied der Freimaurerloge Zu den 3 Säulen im Süden und wurde 1963 in die Loge Enzenberg affiliert.

## Auszeichnungen
- 1960: Ehrenring der Stadt Villach
- 1982: Georg-Graber-Medaille

## Schriften
- Geschichte der Stadt Villach: ein Überblick, Verlag Heuss und Schleifer, Villach, 1940
- Zur Übergabe der Sammlungen des Geschichtsvereines für Kärnten in das Eigentum des Reichsgaues Kärnten (Gauselbstverwaltung) am 9. Oktober 1942. In: Carinthia I. Geschichtliche Beiträge zur Heimatkunde Kärntens, Jahrgang 1943, S. 3–11. (online bei ANNO).
- Hunder Jahre Geschichtsverein für Kärnten. In: Carinthia I. Geschichtliche Beiträge zur Heimatkunde Kärntens, Jahrgang 1943, S. 15 ff. (online bei ANNO).
- Festschrift für Rudolf Egger: Beiträge zur älteren europäischen Kulturgeschichte. In: Band 2 von Beiträge zur älteren europäischen Kulturgeschichte, Verlag des Geschichtsverein für Kärnten, Klagenfurt, 1953
- Die Kärntner Chronik des Paracelsus. In: Band 5 von Kärntner Museumsschriften, Verlag des Geschichtsvereins für Kärnten, Klagenfurt, 1955
- Mit Walther Fresacher: Erläuterungen zum Historischen Atlas der österreichischen Alpenländer: Die Kirchen- und Grafschaftskarte. Kärnten, Verlag des Geschichtsvereins für Kärnten, Klagenfurt, 1956
- Mit Ambros Wilhelmer: Zur Musikgeschichte Kärntens. In: Band 7 von Kärntner Museumsschriften, Verlag des Landesmuseums für Kärnten, Klagenfurt, 1956
- Zur politischen Stellung Karantaniens im fränkischen und deutschen Reich. In: Südost-Forschungen 22, R. Oldenbourg Verlag, München 1964
- Klagenfurt: Gestaltung und Kunst im 16. Jahrhundert, Rudolf Habelt Verlag, Bonn, 1968 ISBN 3774903506
- Hermagor: Geschichte, Natur, Gegenwart, Verlag des Geschichtsvereines für Kärnten, Klagenfurt, 1969
- Die Landeshauptstadt Klagenfurt. Aus ihrer Vergangenheit und Gegenwart, Selbstverlag der Landeshauptstadt Klagenfurt, Klagenfurt, 1970
- Zur Paracelsus-Tradition in Villach 1973-1976. In: Band 13 von Paracelsus-Schriftenreihe der Stadt Villach, B. Moro, 1977